# Pontophilus
Genre
Pontophilus  est un genre de crevettes de la famille des Crangonidae.

## Liste des espèces
Selon World Register of Marine Species (11 mars 2017) :
- Pontophilus brevirostris Smith, 1881
- Pontophilus norvegicus (M. Sars, 1861) - Crevette de Norvège / Norwegian shrimp
- Pontophilus spinosus (Leach, 1816)